# Arcidiocesi di Selimbria
L'arcidiocesi di Selimbria (in latino Archidioecesis Selymbriana) è una sede soppressa e sede titolare della Chiesa cattolica.

## Storia
Selimbria, corrispondente alla città turca di Silivri, è un'antica sede arcivescovile autocefala della provincia romana di Europa nella diocesi civile di Tracia e nel patriarcato di Costantinopoli. Nel XII secolo fu elevata al rango di metropolia. Ancora oggi è la metropolia è censita tra le diocesi attive del patriarcato sul territorio turco, benché quasi spopolata.
Durante la quarta crociata la città fu conquistata dai Crociati e per un breve periodo fu sede di una diocesi di rito latino, presumibilmente fino alla riconquista bizantina di Selimbria nel gennaio 1260. Dei vescovi di questa sede non si conosce alcun nome, ma se ne conosce l'esistenza grazie agli epistolari dei papi dell'epoca, in particolare Innocenzo III e Onorio III.
Dalla fine del XIII secolo Selimbria è annoverata tra le sedi arcivescovili titolari della Chiesa cattolica. Il primo titolare fu il domenicano Francesco, che fu vescovo ausiliare di Worms tra il 1293 e il 1295. La sede è vacante dal 16 luglio 1987.

## Cronotassi

### Arcivescovi residenti
- Anonimo † (menzionato tra il 1208 e il 1212)[2]
- Anonimo † (menzionato nel 1221)[3]

### Arcivescovi titolari
- Francesco, O.P. † (1293 - 1295)[4]
- Agostino † (circa 1350 - circa 1368)
- Giovanni † (? deceduto)
- Francesco, O.F.M. † (3 luglio 1396 - ?)
- Dionigi † (? deceduto)
- Nicola † (17 febbraio 1400 - ?)
- William Yeurde, O.F.M. † (4 agosto 1404 - dopo il 1417)[5][6]
- Guglielmo, O.F.M. † (4 agosto 1404 - ?)
- Lando † (15 luglio 1418 - ?)
- Roger le Chastellan, O.P. † (16 dicembre 1420 - ?)
- Simon de Laude † (9 ottobre 1439 - 9 marzo 1463 deceduto)[7][8][9]
- Rogerio di Atella (o Arella), O.F.M. † (1461 - 1463 nominato vescovo di Montepeloso)
- Inguérand Seignart, O.P. † (15 gennaio 1465 - 15 marzo 1476 nominato vescovo di Auxerre)
- Nicolas Brugmann, O.P. † (11 luglio 1479 - 24 agosto 1492 deceduto)[10][11]
- Michel François de Lille, O.P. † (15 luglio 1496 - 2 giugno 1502 deceduto)[12][13]
- Giovanni de Nivella, O.P. † (30 agosto 1504 - ? deceduto)
- Thomas Chard, O.S.B.Clun. † (12 maggio 1508 - 20 ottobre 1543 deceduto)[14][15]
- Juan de Witte Hoos (Ubite), O.P. † (15 maggio 1514 - 11 febbraio 1517 nominato vescovo di Baracoa)
- János Aranyáni † (13 agosto 1515 - ?)[16]
- Dömötör Farkas † (4 novembre 1517 - ?)[17]
- Cristoforo de Pagellis, O.F.M. † (3 settembre 1518 - ?)
- Pascasio Maupair, O.P. † (3 settembre 1533 - dopo il 1551 deceduto)
- Taddeo Fumer, O.S.B. † (24 novembre 1542 - ?)
- Pépin de Rosa, O.P. † (18 marzo 1562 - 7 agosto 1569 deceduto)[18]
- Ghislain de Vroede † (13 marzo 1570 - 14 agosto 1579 deceduto)[18]
- Antonio Sotomayor, O.S.B. † (28 gennaio 1675 - prima del 25 gennaio 1679 deceduto)
- Johannes Maximus Stainer von Pleinfelden † (7 dicembre 1682 - 15 ottobre 1692 deceduto)
- Cayetano Adsor Paredes † (1º marzo 1779 - 12 luglio 1782 deceduto)
- Manuel Abad Lasierra † (11 aprile 1791 - 12 gennaio 1806 deceduto)
- Placido Kasangian † (26 agosto 1881 - 1883 deceduto)
- Vartan Estegar, C.A.M. † (19 settembre 1884 - 23 giugno 1886 deceduto)
- Eduard Angerer † (26 giugno 1890 - 22 agosto 1898 deceduto)
- Salvatore Gaffiero † (28 novembre 1898 - dicembre 1906 deceduto)
- Jakob Klunder † (6 luglio 1907 - 20 ottobre 1927 deceduto)
- Beato Salvio Huix Miralpéix, C.O. † (16 febbraio 1928 - 28 gennaio 1935 nominato vescovo di Lérida)
- Johannes Henricus Gerardus Jansen † (6 febbraio 1936 - 17 maggio 1936 deceduto)
- Joseph-Lucien Giray † (14 aprile 1938 - 3 marzo 1939 deceduto)
- János Mikes † (5 agosto 1939 - 28 marzo 1945 deceduto)
- Ambrose Rayappan † (7 agosto 1953 - 28 novembre 1955 succeduto arcivescovo di Pondicherry e Cuddalore)
- Miguel Darío Miranda y Gómez † (20 dicembre 1955 - 28 giugno 1956 succeduto arcivescovo di Città del Messico)
- William Otterwell Brady † (16 giugno 1956 - 11 ottobre 1956 succeduto arcivescovo di Saint Paul)
- Joaquín García Benítez, C.I.M. † (28 novembre 1957 - 1º settembre 1958 deceduto)
- Aloysius Joseph Muench † (9 dicembre 1959 - 14 dicembre 1959 nominato cardinale presbitero di San Bernardo alle Terme)
- Emile-Joseph Socquet, M.Afr. † (12 gennaio 1960 - 16 luglio 1987 deceduto)